# Intercontinental C26

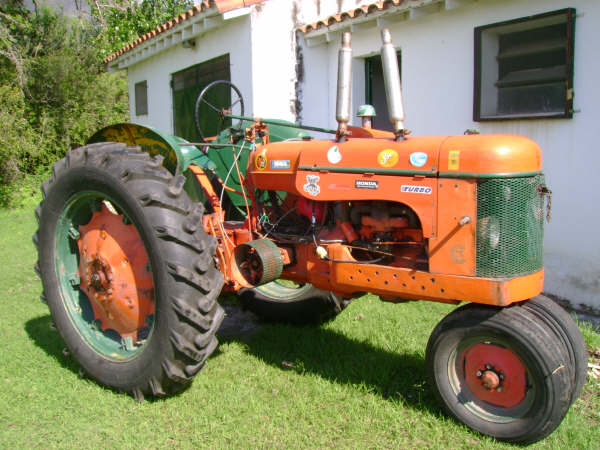
Tractor Intercontinental C26

El Intercontinental C26 es un tractor con motor a gasolina fabricado entre 1948 y 1955 por la Intercontinental Manufacturing Company en los talleres de la empresa TEMCO en Garland, Estado de Texas, EE. UU.. Salvo unas pocas unidades, la mayoría de los tractores del modelo Intercontinental C26 fueron exportados, principalmente a la República Argentina.

## Historia
En los años posteriores a la Segunda Guerra Mundial, los Estados Unidos se convirtieron en un exportador de tractores a distintas partes del mundo. En 1947 Harlod J. Silver, un empresario de New York, vio la oportunidad de vender tractores a la República Argentina. Silver vendió entre 2.000 y 3.000 tractores que debían ser enviados antes del 1 de enero de 1949 a Argentina. El pago debía efectuarse al arribar los tractores a destino. Silver, ejerciendo su oficio de buen vendedor, vendió tractores que no solo no tenía, sino que incluso no existían y debían ser diseñados y fabricados. Lo único con lo que contaba Silver una vez acordado el suministro era una especificación técnica de las características que debían tener los tractores vendidos.
Para hacer frente a esta situación, Silver se puso en contacto con la National Equipment Company (Nateco) en Marshall, Estado de Texas, EE. UU., para que diseñasen y construyesen los tractores. Sin embargo, los meses pasaron sin progresos destacables.
Ante esta situación, Silver se puso en contacto con el consultor de manufacturas Robert Yonash. Yonash recibió el encargo de diseñar un tractor y fabricar entre 2.000 y 3.000 unidades en menos de nueve meses. La compensación acordada era de 5 USD por cada tractor suministrado en fecha.
Debido al escaso tiempo disponible, Yonash debía hacer uso de componentes existentes. Para ello utilizó un motor Continental F162 que también era utilizado por Silver King, Massey-Harris, Brockway y otros fabricantes y un conjunto motriz (transmisión, caja, embrague y diferencial) Timken también utilizado por Cockshutt.
En abril de 1948 Silver creó una nueva compañía, la Intercontinental Manufacturng Co. ejerciendo de presidente de la misma. Robert Yonash fue designado vicepresidente de la compañía y encargado de la ingeniería y la producción. Yonash contactó a TEMCO en Garland, Estado de Texas, EE. UU., donde había sido ingeniero jefe de producción. En julio de 1948, TEMCO recibió el encargo de fabricar los tractores previamente vendidos por Silver.
Continental no podía suministrar en fecha los 3.000 motores para los tractores vendidos por Silver. El mismo problema existía con los conjuntos motrices que debían ser suministrados por Timken. Silver, haciendo gala de su astucia, presionaba a Timken diciéndole que los motores de Continental estaban a la espera de los conjuntos motrices de Timken y a Continental diciendo que las conjuntos motrices estaban a la espera de los motores de Continental. Utilizando la misma táctica para el resto de los componentes los tractores estuvieron listos en fecha. La homologación de los tractores tuvo lugar en los laboratorios de la University of Nebraska-Lincoln.
Animados por el éxito de su emprendimiento Silver y Yonash vendieron más maquinaria que posteriormente debía ser diseñada y fabricada para exportarse a Brasil, México, India y Argentina. Además del modelo Intercontinental C26 se fabricaron los modelos Intercontinental C27 e Intercontinental DF con motor 153ci Buda diesel (aprox. 200 unidades fabricadas). En la década de los años 50 del siglo pasado la compañía cada vez recibía más encargos provenientes del ejército desplazando el foco de su actividad a la fabricación de maquinaria militar. En 1955 Silver vendió la compañía. 
No se sabe a ciencia cierta la cantidad de tractores que fueron fabricados por la Intercontinental Manufacturing Co. Solo unos pocos se vendieron al ejército de los Estados Unidos (US Army) y otros pocos fueron comprados por empleados de la compañía. Prácticamente la totalidad de la producción de tractores estuvo destinada a la exportación. Algunos de estos tractores aún están en uso en distintas partes del mundo.

## Fuente
- Antique Power, The Tractors Collectors Magazine january/february 2001.

- Datos: Q5918901